# 다카키정
다카키정(高来町)은 나가사키현 기타타카키군에 있던 정이다. 2005년 3월 1일에, 이모리정·모리야마정·고나가이정·다라미정과 신설합병해 새로운 이사하야시의 일부가 되었다.

## 역사
- 1889년 4월 1일 - 정촌제 시행에 의해 유에정, 오에촌, 후카노미촌이 성립하였다.
- 1955년 11월 3일 - 유에촌이 정으로 승격해 유에정이 되었다.
- 1956년 9월 20일 - 유에정, 오에촌, 후카노미촌이 합병해 다카기정이 성립하였다.
- 2005년 3월 1일 - 이모리정·모리야마정·고나가이정·다라미정과 신설합병해, 이시하야시가 되어 다카기정은 소멸하였다.

## 교통

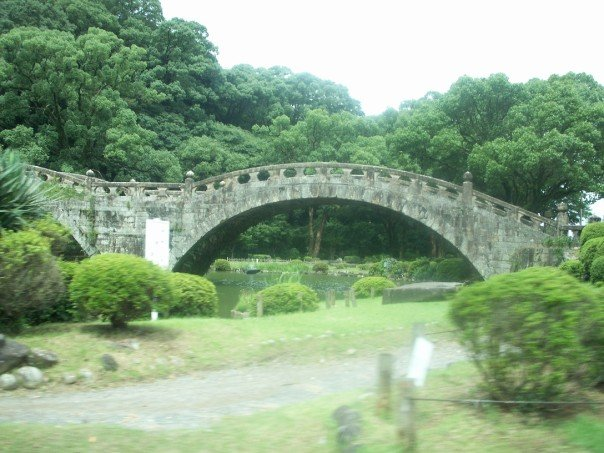
이사하야 공원

### 철도
- 규슈 여객철도
  - 나가사키 본선

### 도로
- 국도 207호선